# Würm-Nagold-Pforte
Das FFH-Gebiet Würm-Nagold-Pforte liegt in der Mitte von Baden-Württemberg und ist Bestandteil des europäischen Schutzgebietsnetzes Natura 2000. Es wurde 2005 zur Ausweisung vorgeschlagen und durch Verordnung des Regierungspräsidiums Stuttgart vom 30. Oktober 2018 (in Kraft getreten am 11. Januar 2019) ausgewiesen.

## Lage
Das rund 1.942 Hektar (ha) große Schutzgebiet Würm-Nagold-Pforte liegt im Naturraum Schwarzwald-Randplatten. Die Teilgebiete befinden sich in der kreisfreien Stadt Pforzheim, den Gemeinden Bad Liebenzell, Schömberg, Unterreichenbach im Landkreis Calw sowie Engelsbrand, Neuhausen und Neuenbürg im Enzkreis.

## Schutzzweck

### Lebensraumtypen
Folgende Lebensraumtypen nach Anhang I der FFH-Richtlinie kommen im Gebiet vor:
| EU Code | * | Lebensraumtyp (offizielle Bezeichnung)                                                                          | Kurzbezeichnung                              |
| ------- | - | --- | -------------------------------------------- |
| 3260    |   | Flüsse der planaren bis montanen Stufe mit Vegetation des Ranunculion fluitantis und des Callitricho-Batrachion | Fließgewässer mit flutender Wasservegetation |
| 6210    |   | Naturnahe Kalktrockenrasen und deren Verbuschungsstadien (Festuco-Brometalia)                                   | Kalk-Magerrasen                              |
| 6230    | * | Artenreiche montane Borstgrasrasen (und submontan auf dem europäischen Festland) auf Silikatböden               | Artenreiche Borstgrasrasen                   |
| 6410    |   | Pfeifengraswiesen auf kalkreichem Boden, torfigen und tonig-schluffigen Böden (Molinion caeruleae)              | Pfeifengraswiesen                            |
| 6430    |   | Feuchte Hochstaudenfluren der planaren und montanen bis alpinen Stufe                                           | Feuchte Hochstaudenfluren                    |
| 6510    |   | Magere Flachland-Mähwiesen (Alopecurus pratensis, Sanguisorba officinalis)                                      | Magere Flachland-Mähwiesen                   |
| 8220    |   | Silikatfelsen mit Felsspaltenvegetation                                                                         | Silikatfelsen mit Felsspaltenvegetation      |
| 8310    |   | Nicht touristisch erschlossene Höhlen                                                                           | Höhlen und Balmen                            |
| 9110    |   | Hainsimsen-Buchenwald (Luzulo-Fagetum)                                                                          | Hainsimsen-Buchenwald                        |
| 9130    |   | Waldmeister-Buchenwald (Asperulo-Fagetum)                                                                       | Waldmeister-Buchenwald                       |
| 9180    | * | Schlucht- und Hangmischwälder (Tilio-Acerion)                                                                   | Schlucht- und Hangmischwälder                |
| 91E0    | * | Auen-Wälder mit Alnus glutinosa und Fraxinus excelsior (Alno-Padion, Alnion incanae, Salicion albae)            | Auenwälder mit Erle, Esche, Weide            |

### Arteninventar
Folgende Arten von gemeinschaftlichem Interesse kommen im Gebiet vor:
| Bild                                | EU Code | * | Art                                 | wissenschaftlicher Name     | Artengruppe           |
| ----------------------------------- | ------- | - | ----------------------------------- | --------------------------- | --------------------- |
| Heller Wiesenknopf-Ameisenbläuling  | 1059    |   | Heller Wiesenknopf-Ameisenbläuling  | Maculinea teleius           | Schmetterlinge        |
| Dunkler Wiesenknopf-Ameisenbläuling | 1061    |   | Dunkler Wiesenknopf-Ameisenbläuling | Maculinea nausithous        | Schmetterlinge        |
| Spanische Flagge                    | 1078    | * | Spanische Flagge                    | Callimorpha quadripunctaria | Schmetterlinge        |
| Strömer                             | 1131    |   | Strömer                             | Leuciscus souffia agassizi  | Fische und Rundmäuler |
| Groppe                              | 1163    |   | Groppe                              | Cottus gobio                | Fische und Rundmäuler |
| Kammmolch                           | 1166    |   | Kammmolch                           | Triturus cristatus          | Amphibien             |
| Gelbbauchunke                       | 1193    |   | Gelbbauchunke                       | Bombina variegata           | Amphibien             |
| Bechsteinfledermaus                 | 1323    |   | Bechsteinfledermaus                 | Myotis bechsteinii          | Säugetiere            |
| Großes Mausohr                      | 1324    |   | Großes Mausohr                      | Myotis myotis               | Säugetiere            |
| Grünes Besenmoos                    | 1381    |   | Grünes Besenmoos                    | Dicranum viride             | Moose                 |
| Grünes Koboldmoos                   | 1386    |   | Grünes Koboldmoos                   | Buxbaumia viridis           | Moose                 |
| Europäischer Dünnfarn               | 1421    |   | Europäischer Dünnfarn               | Trichomanes speciosum       | Pflanzen              |

### Zusammenhängende Schutzgebiete
Folgende Naturschutzgebiete sind Bestandteil des FFH-Gebiets:
- Klebwald
- Mangerwiese-Wotanseiche
- Unteres Würmtal
- Felsenmeer
- Monbach, Maisgraben und St. Leonhardquelle